# Женска фудбалска репрезентација Северне Кореје
Женска фудбалска репрезентација Северне Кореје (кор: 조선민주주의인민공화국 녀자 국가종합팀) је национални фудбалски тим који представља Северну Кореју на међународним такмичењима и под контролом је Фудбалског савеза Северне Кореје (кор:조선민주주의인민공화국 축구협회), владајућег тела за фудбал у Северној Кореји.
Северна Кореја је освојила АФЦ женски куп Азије 2001. године (постигла је 51 гол у 6 мечева, рекорд), 2003. и 2008.
Северна Кореја је редовно била рангирана међу десет најбољих тимова широм света на ФИФА светској ранг листи. Испала је са ранг-листе децембра 2020. године због неактивности, али се од тада вратила на ранг-листу након што је ФИФА повећала интервал неактивности са 18 месеци на 4 године.

## Историја

### Дисквалификација са Светског првенства за жене 2015.
Током учешћа репрезентације Северне Кореје на Светском првенству за жене 2011. године, 7. јула 2011, ФИФА је објавила да су два њена играча, Сонг Јонг-Сун и Јонг Пок-Сим, пала на допинг тестовима током турнира и да су привремено суспендовани пре утакмице против Колумбије. Дана 16. јула, ФИФА је објавила да су три додатна играча из Северне Кореје била позитивна након циљаног тестирања целог тима. Дана 25. августа 2011. године, репрезентација Северне Кореје је кажњена са 400.000 америчких долара, што је било једнако награди коју је добила за 13. место на турниру 2011. године и искључена је из учешћа на Светском првенству за жене 2015. године, укључујући и квалификациони круг.

## Такмичарски рекорд

### Светско првенство за жене
| Светско првенство у фудбалу за жене − резултати | Светско првенство у фудбалу за жене − резултати | Светско првенство у фудбалу за жене − резултати | Светско првенство у фудбалу за жене − резултати | Светско првенство у фудбалу за жене − резултати | Светско првенство у фудбалу за жене − резултати | Светско првенство у фудбалу за жене − резултати | Светско првенство у фудбалу за жене − резултати | Светско првенство у фудбалу за жене − резултати |
| Година                                          | Резултат                                        | Ута                                             | Поб                                             | Нер                                             | Изг                                             | ГД                                              | ГП                                              | ГР                                              |
| ----------------------------------------------- | ----------------------------------------------- | ----------------------------------------------- | ----------------------------------------------- | ----------------------------------------------- | ----------------------------------------------- | ----------------------------------------------- | ----------------------------------------------- | ----------------------------------------------- |
| 1991                                            | Нису се квалификовале                           | Нису се квалификовале                           | Нису се квалификовале                           | Нису се квалификовале                           | Нису се квалификовале                           | Нису се квалификовале                           | Нису се квалификовале                           | Нису се квалификовале                           |
| 1995                                            | Нису учествовале                                | Нису учествовале                                | Нису учествовале                                | Нису учествовале                                | Нису учествовале                                | Нису учествовале                                | Нису учествовале                                | Нису учествовале                                |
| 1999                                            | Групна фаза                                     | 3                                               | 1                                               | 0                                               | 2                                               | 4                                               | 6                                               | −2                                              |
| 2003                                            | Групна фаза                                     | 3                                               | 1                                               | 0                                               | 2                                               | 3                                               | 4                                               | −1                                              |
| 2007                                            | Четвртфинале                                    | 4                                               | 1                                               | 1                                               | 2                                               | 5                                               | 7                                               | −2                                              |
| 2011                                            | Групна фаза                                     | 3                                               | 0                                               | 1                                               | 2                                               | 0                                               | 3                                               | −3                                              |
| 2015                                            | Дисквалификоване                                | Дисквалификоване                                | Дисквалификоване                                | Дисквалификоване                                | Дисквалификоване                                | Дисквалификоване                                | Дисквалификоване                                | Дисквалификоване                                |
| 2019                                            | Нису се квалификовале                           | Нису се квалификовале                           | Нису се квалификовале                           | Нису се квалификовале                           | Нису се квалификовале                           | Нису се квалификовале                           | Нису се квалификовале                           | Нису се квалификовале                           |
| 2023                                            | Одустале                                        | Одустале                                        | Одустале                                        | Одустале                                        | Одустале                                        | Одустале                                        | Одустале                                        | Одустале                                        |
| Укупно                                          | 4/9                                             | 13                                              | 3                                               | 2                                               | 8                                               | 12                                              | 20                                              | −8                                              |

*Жребови укључују утакмице где је одлука пала извођењем једанаестераца.
| Утакмице на СП | Утакмице на СП | Утакмице на СП | Утакмице на СП         | Утакмице на СП | Утакмице на СП                       |
| Година         | Коло           | Датум          | Противник              | Резултат       | Стадион                              |
| -------------- | -------------- | -------------- | ---------------------- | -------------- | ------------------------------------ |
| 1999           | Групна фаза    | 20. јун        | Нигерија               | И 1 : 2        | Роуз боул, Пасадена                  |
| 1999           | Групна фаза    | 24. јун        | Данска                 | П 3 : 1        | Провиденс парк, Портланд             |
| 1999           | Групна фаза    | 27. јун        | Сједињене Државе       | И 0 : 3        | Фоксборо стадион, Фоксборо           |
| 2003           | Групна фаза    | 20. септембар  | Нигерија               | П 3 : 0        | Линколн фајнаншиал филд, Филаделфија |
| 2003           | Групна фаза    | 25. септембар  | Шведска                | И 0 : 1        | Линколн фајнаншиал филд, Филаделфија |
| 2003           | Групна фаза    | 28. септембар  | Сједињене Државе       | И 0 : 3        | Хисторик кру, Коламбус               |
| 2007           | Групна фаза    | 11. септембар  | Сједињене Државе       | Н 2 : 2        | Спортски центар Ченгду, Ченгду       |
| 2007           | Групна фаза    | 14. септембар  | Нигерија               | П 2 : 0        | Спортски центар Ченгду, Ченгду       |
| 2007           | Групна фаза    | 18. септембар  | Шведска                | И 1 : 2        | Олимпијски стадион Тјенцин, Тјенцин  |
| 2007           | Четвртфинале   | 22. септембар  | Немачка                | И 0 : 3        | Стадион Вухан, Вухан                 |
| 2011           | Групна фаза    | 28. јун        | Сједињене Државе       | И 0 : 2        | Стадион Гликсгас, Дрезден            |
| 2011           | Групна фаза    | 2. јул         | align="left"\| Шведска | И 0 : 1        | ВВК Арена, Аугсбург                  |
| 2011           | Групна фаза    | 6. јул         | Колумбија              | Н 0 : 0        | Рурстадион, Бохум                    |

### Олимпијске игре
| Олимпијске игре − резултати | Олимпијске игре − резултати | Олимпијске игре − резултати | Олимпијске игре − резултати | Олимпијске игре − резултати | Олимпијске игре − резултати | Олимпијске игре − резултати | Олимпијске игре − резултати | Олимпијске игре − резултати |
| Домаћин / Година            | Резултат                    | Ута                         | Поб                         | Нер                         | Изг                         | ГД                          | ГП                          | ГР                          |
| --------------------------- | --------------------------- | --------------------------- | --------------------------- | --------------------------- | --------------------------- | --------------------------- | --------------------------- | --------------------------- |
| 1996                        | Нису се квалификовале       | Нису се квалификовале       | Нису се квалификовале       | Нису се квалификовале       | Нису се квалификовале       | Нису се квалификовале       | Нису се квалификовале       | Нису се квалификовале       |
| 2000                        | Нису се квалификовале       | Нису се квалификовале       | Нису се квалификовале       | Нису се квалификовале       | Нису се квалификовале       | Нису се квалификовале       | Нису се квалификовале       | Нису се квалификовале       |
| 2004                        | Нису се квалификовале       | Нису се квалификовале       | Нису се квалификовале       | Нису се квалификовале       | Нису се квалификовале       | Нису се квалификовале       | Нису се квалификовале       | Нису се квалификовале       |
| 2008                        | Групна фаза                 | 3                           | 1                           | 0                           | 2                           | 2                           | 3                           | –1                          |
| 2012                        | Групна фаза                 | 3                           | 1                           | 0                           | 2                           | 2                           | 6                           | –4                          |
| 2016                        | Нису се квалификовале       | Нису се квалификовале       | Нису се квалификовале       | Нису се квалификовале       | Нису се квалификовале       | Нису се квалификовале       | Нису се квалификовале       | Нису се квалификовале       |
| 2020                        | Одустале                    | Одустале                    | Одустале                    | Одустале                    | Одустале                    | Одустале                    | Одустале                    | Одустале                    |
| Укупно                      | 2/7                         | 6                           | 2                           | 0                           | 4                           | 4                           | 9                           | -5                          |

### АФК Куп Азије у фудбалу за жене
| АФК Куп Азије у фудбалу за жене − резултати | АФК Куп Азије у фудбалу за жене − резултати | АФК Куп Азије у фудбалу за жене − резултати | АФК Куп Азије у фудбалу за жене − резултати | АФК Куп Азије у фудбалу за жене − резултати | АФК Куп Азије у фудбалу за жене − резултати | АФК Куп Азије у фудбалу за жене − резултати | АФК Куп Азије у фудбалу за жене − резултати | АФК Куп Азије у фудбалу за жене − резултати |
| Домаћин / Година                            | Резултат                                    | Ута                                         | Поб                                         | Нер                                         | Изг                                         | ГД                                          | ГП                                          | ГР                                          |
| ------------------------------------------- | ------------------------------------------- | ------------------------------------------- | ------------------------------------------- | ------------------------------------------- | ------------------------------------------- | ------------------------------------------- | ------------------------------------------- | ------------------------------------------- |
| 1975                                        | Нису учествовале                            | Нису учествовале                            | Нису учествовале                            | Нису учествовале                            | Нису учествовале                            | Нису учествовале                            | Нису учествовале                            | Нису учествовале                            |
| 1977                                        | Нису учествовале                            | Нису учествовале                            | Нису учествовале                            | Нису учествовале                            | Нису учествовале                            | Нису учествовале                            | Нису учествовале                            | Нису учествовале                            |
| 1980                                        | Нису учествовале                            | Нису учествовале                            | Нису учествовале                            | Нису учествовале                            | Нису учествовале                            | Нису учествовале                            | Нису учествовале                            | Нису учествовале                            |
| 1981                                        | Нису учествовале                            | Нису учествовале                            | Нису учествовале                            | Нису учествовале                            | Нису учествовале                            | Нису учествовале                            | Нису учествовале                            | Нису учествовале                            |
| 1983                                        | Нису учествовале                            | Нису учествовале                            | Нису учествовале                            | Нису учествовале                            | Нису учествовале                            | Нису учествовале                            | Нису учествовале                            | Нису учествовале                            |
| 1986                                        | Нису учествовале                            | Нису учествовале                            | Нису учествовале                            | Нису учествовале                            | Нису учествовале                            | Нису учествовале                            | Нису учествовале                            | Нису учествовале                            |
| 1989                                        | Групна фаза                                 | 3                                           | 1                                           | 0                                           | 2                                           | 6                                           | 7                                           | −1                                          |
| 1991                                        | Четврто место                               | 6                                           | 3                                           | 1                                           | 2                                           | 25                                          | 2                                           | +23                                         |
| 1993                                        | Другопласиране                              | 5                                           | 3                                           | 1                                           | 1                                           | 18                                          | 4                                           | +14                                         |
| 1995                                        | Нису учествовале                            | Нису учествовале                            | Нису учествовале                            | Нису учествовале                            | Нису учествовале                            | Нису учествовале                            | Нису учествовале                            | Нису учествовале                            |
| 1997                                        | Другопласиране                              | 5                                           | 3                                           | 0                                           | 2                                           | 24                                          | 6                                           | +18                                         |
| 1999                                        | Треће место                                 | 6                                           | 4                                           | 1                                           | 1                                           | 28                                          | 8                                           | +20                                         |
| 2001                                        | Шампионке                                   | 6                                           | 6                                           | 0                                           | 0                                           | 53                                          | 1                                           | +52                                         |
| 2003                                        | Шампионке                                   | 6                                           | 5                                           | 1                                           | 0                                           | 50                                          | 3                                           | +47                                         |
| 2006                                        | Треће место                                 | 6                                           | 4                                           | 1                                           | 1                                           | 16                                          | 3                                           | +13                                         |
| 2008                                        | Шампионке                                   | 5                                           | 5                                           | 0                                           | 0                                           | 14                                          | 1                                           | +13                                         |
| 2010                                        | Другопласиране                              | 5                                           | 3                                           | 1                                           | 1                                           | 7                                           | 2                                           | +5                                          |
| 2014                                        | Дисквалификоване (види горе)                | Дисквалификоване (види горе)                | Дисквалификоване (види горе)                | Дисквалификоване (види горе)                | Дисквалификоване (види горе)                | Дисквалификоване (види горе)                | Дисквалификоване (види горе)                | Дисквалификоване (види горе)                |
| 2018                                        | Нису се квалификовале                       | Нису се квалификовале                       | Нису се квалификовале                       | Нису се квалификовале                       | Нису се квалификовале                       | Нису се квалификовале                       | Нису се квалификовале                       | Нису се квалификовале                       |
| 2022                                        | Одустале                                    | Одустале                                    | Одустале                                    | Одустале                                    | Одустале                                    | Одустале                                    | Одустале                                    | Одустале                                    |
| Укупно                                      | 10/19                                       | 53                                          | 37                                          | 6                                           | 10                                          | 241                                         | 37                                          | +204                                        |

*Жребови укључују утакмице где је одлука пала извођењем једанаестераца.

### Фудбал за жене на Азијским играма
| Азијске игре − резултати | Азијске игре − резултати | Азијске игре − резултати | Азијске игре − резултати | Азијске игре − резултати | Азијске игре − резултати | Азијске игре − резултати | Азијске игре − резултати | Азијске игре − резултати |
| Домаћин / Година         | Резултат                 | Ута                      | Поб                      | Нер                      | Изг                      | ГД                       | ГП                       | ГР                       |
| ------------------------ | ------------------------ | ------------------------ | ------------------------ | ------------------------ | ------------------------ | ------------------------ | ------------------------ | ------------------------ |
| 1990                     | треће место              | 5                        | 2                        | 2                        | 1                        | 19                       | 3                        | +16                      |
| 1994                     | Нису учествовале         | Нису учествовале         | Нису учествовале         | Нису учествовале         | Нису учествовале         | Нису учествовале         | Нису учествовале         | Нису учествовале         |
| 1998                     | Другопласиране           | 5                        | 3                        | 1                        | 1                        | 26                       | 4                        | +22                      |
| 2002                     | Шампионке                | 5                        | 4                        | 1                        | 0                        | 8                        | 0                        | +8                       |
| 2006                     | Шампионке                | 5                        | 4                        | 1                        | 0                        | 16                       | 2                        | +14                      |
| 2010                     | Другопласиране           | 4                        | 2                        | 1                        | 1                        | 5                        | 2                        | +3                       |
| 2014                     | Шампионке                | 5                        | 5                        | 0                        | 0                        | 16                       | 2                        | +14                      |
| 2018                     | 6. место                 | 4                        | 2                        | 0                        | 2                        | 25                       | 4                        | +21                      |
| 2022                     | У току                   | -                        | -                        | -                        | -                        | -                        | -                        | -                        |
| 2026                     | У току                   | -                        | -                        | -                        | -                        | -                        | -                        | -                        |
| Укупно                   | 7/8                      | 31                       | 22                       | 6                        | 5                        | 115                      | 17                       | +98                      |

#### Куп Алгарве у фудбалу за жене
Куп Алгарвеа је фудбалски турнир по позиву за женске репрезентације, чији је домаћин Фудбалски савез Португалије (ФПФ). Куп се држава сваке године у региону Алгарве у Португалији и то од 1994. године, један је од најпрестижнијих и најдуговјечнијих међународних фудбалских догађаја за жене и добио је надимак „Мини ФИФА Светско првенство за жене“.
| Куп Алгарве у фудбалу за жене − резултати | Куп Алгарве у фудбалу за жене − резултати | Куп Алгарве у фудбалу за жене − резултати | Куп Алгарве у фудбалу за жене − резултати | Куп Алгарве у фудбалу за жене − резултати | Куп Алгарве у фудбалу за жене − резултати | Куп Алгарве у фудбалу за жене − резултати | Куп Алгарве у фудбалу за жене − резултати | Куп Алгарве у фудбалу за жене − резултати |
| Година                                    | Позиција                                  | Ута                                       | Поб                                       | Нер                                       | Изг                                       | ГД                                        | ГП                                        | ГР                                        |
| ----------------------------------------- | ----------------------------------------- | ----------------------------------------- | ----------------------------------------- | ----------------------------------------- | ----------------------------------------- | ----------------------------------------- | ----------------------------------------- | ----------------------------------------- |
| 2014                                      | 8. место                                  | 4                                         | 3                                         | 0                                         | 1                                         | 6                                         | 4                                         | +2                                        |
| Укупно                                    | 1/27                                      | 4                                         | 3                                         | 0                                         | 1                                         | 6                                         | 4                                         | +2                                        |

### Куп Кипра за жене
| Куп Кипра за жене − резултати | Куп Кипра за жене − резултати | Куп Кипра за жене − резултати | Куп Кипра за жене − резултати | Куп Кипра за жене − резултати | Куп Кипра за жене − резултати | Куп Кипра за жене − резултати | Куп Кипра за жене − резултати | Куп Кипра за жене − резултати |
| Година                        | Резултат                      | Ута                           | Поб                           | Нер                           | изг                           | ГД                            | ГП                            | ГР                            |
| ----------------------------- | ----------------------------- | ----------------------------- | ----------------------------- | ----------------------------- | ----------------------------- | ----------------------------- | ----------------------------- | ----------------------------- |
| 2017                          | Треће место                   | 4                             | 3                             | 0                             | 1                             | 9                             | 2                             | +7                            |
| 2018                          | Треће место                   | 4                             | 3                             | 1                             | 0                             | 5                             | 1                             | +4                            |
| 2019                          | Шампионке                     | 4                             | 3                             | 1                             | 0                             | 12                            | 6                             | +6                            |
| Укупно                        | 3/13                          | 12                            | 9                             | 2                             | 1                             | 26                            | 9                             | +17                           |